# Путилово (платформа)
Пути́лово — остановочный пункт тупиковой линии Софрино — Красноармейск Ярославского направления Московской железной дороги в Пушкинском районе Московской области.
Находится на расстоянии 12 км от рабочего посёлка Софрино и 3 км от города Красноармейска. Платформа названа по находящемуся рядом селу Путилово.
Нынешняя платформа построена в 1993 году. Платформа высокая, боковая, один путь, электрифицирован.
Через платформу проходит 7 пар поездов в будние дни и 8 пар поездов в выходные.
Платформа построена на месте низкой платформы, турникеты отсутствуют, кассы нет, навесов от дождя тоже нет. С платформы два спуска: в центре платформы — в село Путилово, и конце платформы (со стороны Софрино) в дачный посёлок Луч и деревню Никулино.
До 1993 года электрификации на железнодорожном пути не было, а по ветке от Софрино до Красноармейска ходил небольшой поезд на дизельной тяге. Платформа была короткой (на 4 вагона) и низкой.